# Théophile Bader
Théophile Bader (24 de abril de 1864 - 16 de marzo de 1942) era un hombre de negocios francés. Fue cofundador de Galeries Lafayette.

## Primeros años
Théophile Bader nació de los comerciantes judíos Cerf Bader y Adèle Hirstel. Su familia era dueña de viñedos y vendía ganado. El nombre de la familia, "Bader", fue el resultado del decreto napoleónico de 1808, que exige a los judíos elegir un apellido fijo para ellos y sus hijos. Uno de sus antepasados, Jacques Lévy, eligió a Bader. Es posible que pidiera prestado el nombre a un amigo no judío. Después de la derrota de 1870 y la anexión de Alsacia-Lorena a Prusia, los Baders, muy apegados a Francia, se mudaron a Belfort, donde Théophile continuó sus estudios. A la edad de 14 años, sus padres lo enviaron a París para trabajar en la fabricación de ropa.

## Carrera
En 1893, Bader y su primo Alphonse Kahn abrieron una mercería de 70 metros cuadrados llamada Les Galeries. El 21 de diciembre de 1895, adquirieron un edificio completo en 1 Rue La Fayette. Incorporaron las Galerías Lafayette el 1 de septiembre de 1899. Durante este período, las Galerías tenían sus propios estudios donde fabricaban ropa. Estos estudios permanecieron abiertos hasta que la moda Prêt-à-porter entró en el mercado en la década de 1960.
En 1909, Ernest Werheimer y Émile Orosdi, futuros socios de Chanel n.º 5, otorgaron un préstamo de 800 mil francos a Galeries Lafayatte para comprar un edificio vecino. En 1912, Alphonse Kahn se retiró de las operaciones de gestión, pero continuó compartiendo el papel de presidente de la Junta con su primo. Bader puso en marcha un fondo de ayuda, una guardería y un fondo de pensiones antes de la imposición de fondos estatutarios.
De 1916 a 1926, las Galerías Lafayette se expandieron a lugares como Niza, Lyon, Nantes y Montpellier. Durante la década de 1920, Théophile Bader intentó expandirse a otros países pero con un éxito limitado. Invirtió personalmente en múltiples negocios, notablemente D'Orsay (en 1916) y Vionnet. Se convirtió en uno de los primeros en vender ropa lista para usar en su gran tienda, copiando los modelos de alta costura.

## Muerte y legado
Bader murió el 16 de marzo de 1942. Uno de sus yernos, Raoul Meyer se convirtió en el presidente de Galeries Lafayette, mientras que otro, Max Heilbronn, fue el fundador de Monoprix.